# Итса
Итса (араб. إطسا‎) — город на севере Египта, расположенный на территории мухафазы Эль-Файюм.

## Географическое положение
Город находится в юго-восточной части мухафазы, на территории Фаюмского оазиса, на расстоянии приблизительно 7 километров к юго-западу от Эль-Файюма, административного центра провинции. Абсолютная высота — 20 метров над уровнем моря.

## Демография
По данным переписи 2006 года численность населения Итсы составляла 47 189 человек.
Динамика численности населения города по годам:
| 1996   | 2006   |
| ------ | ------ |
| 37 146 | 47 189 |

## Экономика и транспорт
Основу экономики города составляет сельскохозяйственное производство. Ближайший крупный гражданский аэропорт — Международный аэропорт Каира.